# Leichtathletik-Weltmeisterschaften 2017/Teilnehmer (Eritrea)
| Gelbes Symbol für Goldmedaillen mit stilisierten Olympischen Ringen | Graues Symbol für Silbermedaillen mit stilisierten Olympischen Ringen | Braundes Symbol für Bronzemedaillen mit stilisierten Olympischen Ringen |
| ------------------------------------------------------------------- | --------------------------------------------------------------------- | ----------------------------------------------------------------------- |
| —                                                                   | —                                                                     | —                                                                       |

Von Eritrea wurden acht Athleten für die Weltmeisterschaften in London nominiert.

## Ergebnisse

### Männer

#### Laufdisziplinen
| Athlet                 | Disziplin        | Vorlauf      | Vorlauf | Halbfinale | Halbfinale | Finale             | Finale             |
| Athlet                 | Disziplin        | Zeit         | Platz   | Zeit       | Platz      | Zeit               | Platz              |
| ---------------------- | ---------------- | ------------ | ------- | ---------- | ---------- | ------------------ | ------------------ |
| Awet Habte             | 5000 m           | 13:27,70 min | 10      |            |            | 13:58,68 min       | 14                 |
| Aron Kifle             | 5000 m           | 13:30,36 min | 18      |            |            | 13:36,91 min       | 7                  |
| Nguse Amlosom          | 10.000 m         |              |         |            |            | DNF                | DNF                |
| Aron Kifle             | 10.000 m         |              |         |            |            | 27:09,92 min PB    | 11                 |
| Hiskel Tewelde         | 10.000 m         |              |         |            |            | 27:49,62 min SB    | 17                 |
| Yohanes Ghebregergis   | Marathon         |              |         |            |            | 2:12:07 h          | 7                  |
| Ghebrezgiabhier Kibrom | Marathon         |              |         |            |            | 2:21:22 h          | 41                 |
| Amanuel Mesel          | Marathon         |              |         |            |            | DNF                | DNF                |
| Yemane Haileselassie   | 3000 m Hindernis | 8:35,73 min  | 28      |            |            | nicht qualifiziert | nicht qualifiziert |